# Longipedia pirgos
Longipedia pirgos is een eenoogkreeftjessoort uit de familie van de Longipediidae. De wetenschappelijke naam van de soort is voor het eerst geldig gepubliceerd in 1972 door Apostolov.